# Selenicereus hamatus
A Selenicereus hamatus egy kultúrában széles körben elterjedt epifita kaktusz, melyet dísznövényként nagyméretű virágaiért tartanak. A Mexikói-öböl partvidékén élő kerítésként hasznosítják.

## Elterjedése: és élőhelye

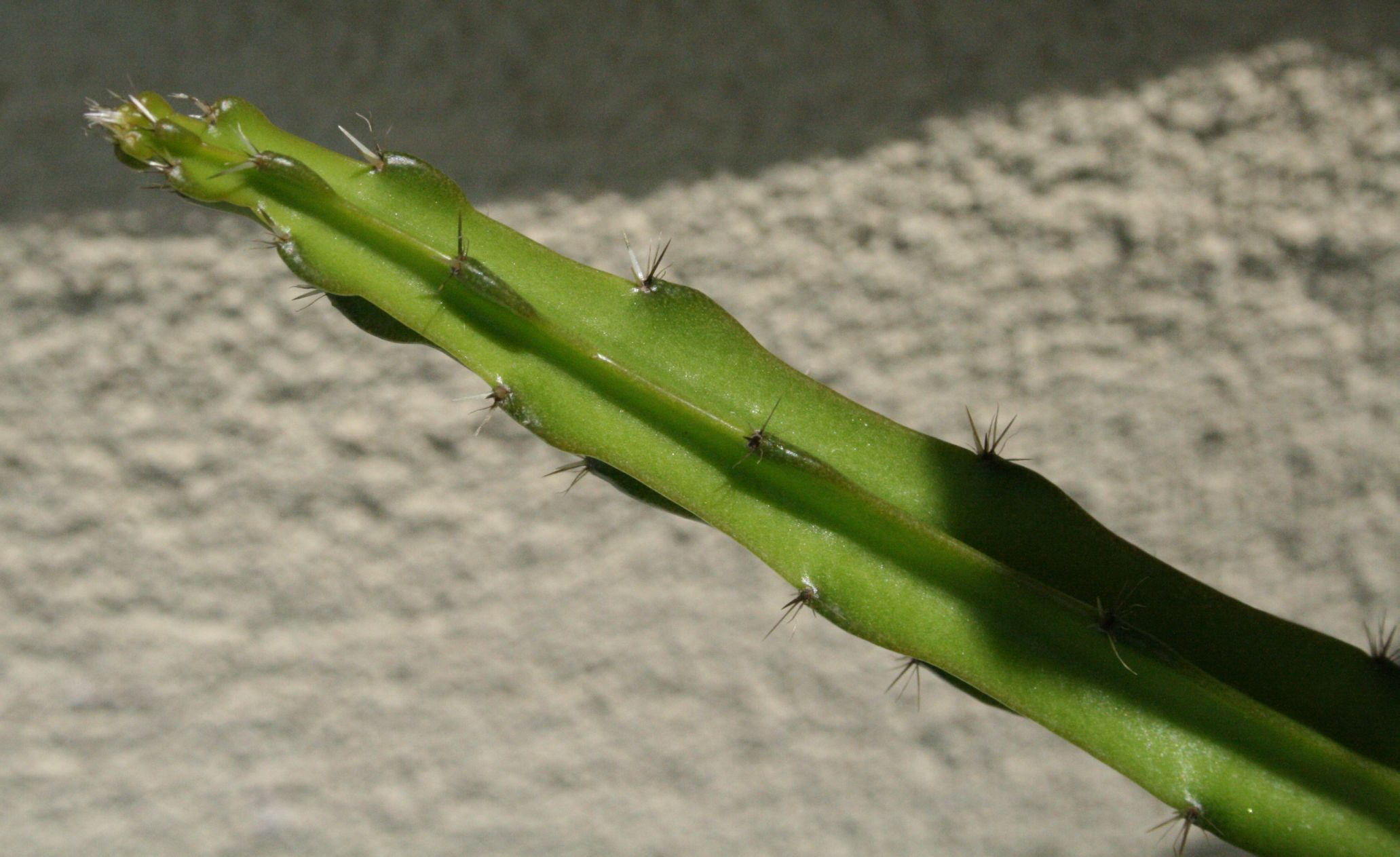
Selenicereus hamatus fiatal hajtása

Minden bizonnyal Dél- és Kelet-Mexikóból származik, azonban csak kultúrából ismert. Neotípusát megtalálták Veracruz-ban, Palma Sola-ban, 3 km-re a tengerparttól.

## Jellemzői
Nagyon hosszú, lecsüngő, vagy kapaszkodó hajtású növény, hajtásai 22 mm átmérőjűek, többnyire négybordások, a bordák 10 mm magasak lehetnek, az areolák alatt kidomborodnak. Tövisei 5-6-os csoportokban fejlődnek az areolákon, kezdetben serteszerűek, később lesimulnak, 2-3 alapi tövis marad meg az idősebb hajtásokon, melyek erősebbek, barnák. Virágai 300–400 mm hosszúak, a pericarpium és a tölcsér fekete és vékony fehér tövisekkel borított, a tölcsér zöldes vagy barnás színű, a külső szirmok vörösesek, belsejük sárga, a belső szirmok szélesek, fehérek. Termése nem ismert.

## Rokonsági viszonyai
Scheidweiler szerint a faj mexikói eredetű, ami minden bizonnyal helytálló, azonban mindezidáig nem találtak minden kétséget kizáróan vadon előforduló egyedeket. Annak ellenére, hogy széles körben elterjedt a kertkultúrában, csak kevéssé ismert a története. Bár a Selenicereus hamatus egy önűlló faj, szoros rokonságban áll a grandiflorus-fajkomplexszel. A Selenicereus radicans (DC.) A. Berger minden bizonnyal azonos ezzel a taxonnal, de a kérdés nem dönthető el egyértelműen, mert az eredeti leírása nagyon rövid, és nem maradt fenn típuspéldánya. Ebben az esetben viszont a Cereus radicans néven leírt növény a faj első publikációja.